# IZh-58
A IZh-58 (em russo:  ИЖ-58) é uma espingarda de cano duplo soviética.

## História
A IZh-58 foi projetada por L. I. Pugachev (Л. И. Пугачев) e, nos últimos meses de 1958, foram fabricadas as primeiras espingardas.
Desde 1961, um novo verniz com características aprimoradas tem sido utilizado para proteger as partes de madeira da arma. Como resultado, desde janeiro de 1961, o preço de uma IZh-58 padrão era de 60 rublos.
Mais de 1,36 milhão de espingardas de caça IZh-58 foram produzidas em todas as quatro variantes padrão. Além disso, uma amostra experimental da espingarda IZh-58 foi fabricada com detalhes em liga de alumínio.
Ela foi substituída pelo modelo IZh-43 no final da década de 1980. A última espingarda IZh-58MAE foi fabricada em 1987.

## Projeto
A IZh-58 é uma espingarda de alma lisa com canos lado a lado. Os canos destacáveis são feitos de aço 50RA tratado termicamente (сталь 50PA).
Os canos possuem estranguladores na extremidade da boca.
Possui coronha e guarda-mão em nogueira, bétula ou faia.

## Variantes
- IZh-58 (ИЖ-58) - primeiro modelo.[1] No total, 642.000 espingardas IZh-58 foram fabricadas entre 1958 e 1971 e 73 mil delas foram vendidas para outros países.[8]
- IZh-58M (ИЖ-58М) - segundo modelo, desde 1970.[1] No total, 235.000 espingardas IZh-58M foram fabricadas entre 1970 e 1976 e 115 mil delas foram vendidas para outros países.[8]
- IZh-58MA (ИЖ-58МА) - terceiro modelo, desde 1975. É equipado com novo mecanismo de segurança.[1]
- IZh-58MAE (ИЖ-58МАЕ) - último modelo, desde 1977. É equipado com novo mecanismo de segurança e extrator.[1]
- IZh-58MA-20M (ИЖ-58MA-20М) - variante de exportação (IZh-58MA com canos de 670-680 mm com câmara para cartuchos 20/76mm Magnum).[9]

## Operadores
- União Soviética[2]
- Bielorrússia - é permitida como arma de caça civil.[10]
- Bulgária[11]
- Rússia - é permitida como arma de caça civil.[1]
- Estados Unidos - a importação era permitida.[12]